# Klyvare

Klyvare

Klyvare är ett försegel som ingår i ett arrangemang av flera stagsegel på segelfartyg och en del äldre segelbåtar. Det är ofta en stagfock som sitter på fockstaget mellan båtens stäv och salningen (skarven mellan undermast och toppmast, normalt ca 2/3 av mastens totala höjd), eller en klyvare som sitter på klyvarstaget mellan bogsprötet eller klyvarbommen och salningen, eller en jagare som sitter på toppstaget mellan bogsprötet eller klyvarbommen och masttoppen.

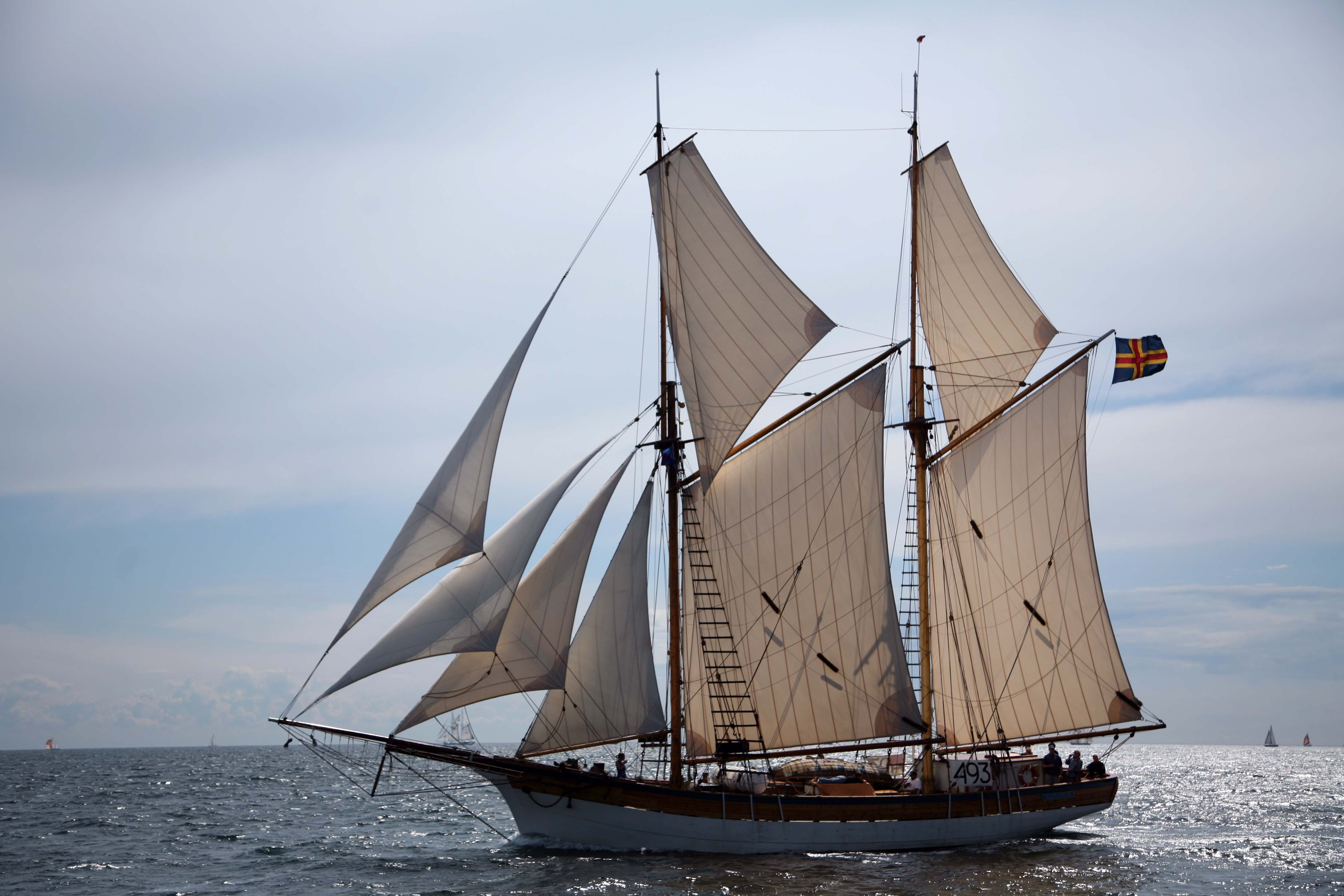
Galeasen Albanus med inre och yttre klyvare mellan stagfocken och jagaren.